# 小行星5573
小行星5573（英語：5573）是一颗围绕太阳公转的小行星。1981年8月24日，安東寧·姆爾科斯在克列特发现了此天体。
这颗小行星的绝对星等为103.80714等。